# Apleurolabus
Apleurolabus es un género de coleópteros curculionoideos de la familia Attelabidae. Habita en África (Malawi, Zimbabue, Sudáfrica, Namibia). Legalov describió el género en 2007. Esta es la lista de especies que lo componen:
- Apleurolabus evanescens Voss, 1928
- Apleurolabus namibicus Legalov, 2007
- Apleurolabus spectator Marshall, 1932